# Laser 4.7
Il Laser 4.7 è un natante a vela da regata, la cui classe è riconosciuta dalla International Sailing Federation.

## Descrizione
Lungo poco più di tre metri il laser 4.7 è una deriva per ragazzi ma anche per adulti. le regolazioni principali sono la scotta della randa, il vang, il cunningham, la base e l'archetto a poppa dove è attaccato il bozzello posteriore della scotta. Tutte le attrezzature sono marchiate laser e sono le uniche in stazza e che si possano usare in una regata. Lo scafo è lo stesso del laser radial e standard cambiano solo: la vela (con i rispettivi numeri velici) e le lunghezze dei componenti del power kit.